# Granadilla (Costa Rica)
Granadilla es el segundo distrito del cantón de Curridabat, en la provincia de San José, de Costa Rica.

## Ubicación
El distrito limita al norte y al oeste con el cantón de Montes de Oca, al este con el cantón de La Unión, al este y al sur con el distrito de Curridabat, y al sur con el distrito de Sánchez. 
Por su situación geográfica, el distrito se divide en Granadilla Norte y Granadilla Sur.

## Geografía
Granadilla cuenta con un área de 3,51 km² y una altitud media de 1343 m s. n. m.

## Demografía
Para el año 2022, Granadilla cuenta con una población estimada de 17 359 habitantes, y para el último censo efectuado, en 2011, Granadilla contaba con una población de 14 778 habitantes.

## Localidades
- Barrios: Altamonte, Biarquiria, Calle Jerusalén, El Farolito, Eucalipto, Freses, Granadilla Norte, Granadilla Sur, La Corina, La Europa, La Gallito, La Magnolia, Las Rusias, La Volio, María Auxiliadora, Montaña Rusa (parte).

## Transporte

### Carreteras
Al distrito lo atraviesan las siguientes rutas nacionales de carretera:
- Ruta nacional 221
- Ruta nacional 306

### Ferrocarril
El Tren Interurbano administrado por el Instituto Costarricense de Ferrocarriles, atraviesa este distrito.

## Consejo de Distrito
El concejo de distrito del distrito de Granadilla vigila la actividad municipal y colabora con los respectivos distritos de su cantón. También está llamado a canalizar las necesidades y los intereses del distrito, por medio de la presentación de proyectos específicos ante el Concejo Municipal. El presidente del concejo del distrito es el síndico propietario del partido cantonal Curridabat Siglo XXI, Alberto Fernández Aguilar.
El concejo del distrito se integra por:
| #                       | Partido                         | Nombre                    |
| Síndico propietario     | Síndico propietario             | Síndico propietario       |
| ----------------------- | ------------------------------- | ------------------------- |
| 1                       | Curridabat Siglo XXI            | Alberto Fernández Aguilar |
| Síndico suplente        |                                 |                           |
| 2                       | Curridabat Siglo XXI            | María Camacho Mora        |
| Concejales propietarios |                                 |                           |
| 3                       | Curridabat Siglo XXI            | María Lacayo García       |
| 4                       | Curridabat Siglo XXI            | Mario Mata Quesada        |
| 5                       | Partido Liberación Nacional     | Guillermo Méndez Mejía    |
| 6                       | Partido Unidad Social Cristiana | Teresa Mora León          |
| Concejales suplentes    |                                 |                           |
| 7                       | Curridabat Siglo XXI            | Gustavo Fallas Mora       |
| 8                       | Curridabat Siglo XXI            | Angie Valencia Matarrita  |
| 9                       | Partido Liberación Nacional     | Teresa Romero Rivera      |
| 10                      | Partido Unidad Social Cristiana | Yesenia Sánchez Cubero    |